# Piazza Antonio Gramsci (Siena)
Piazza Antonio Gramsci è una delle principali piazze del centro storico di Siena, in Toscana.

## Storia
La piazza venne a formarsi nella metà del XVI secolo dopo l'abbattimento del tratto di mura tra la basilica di San Domenico e l'arco di Fontegiusta, effettuato dal nuovo governo granducale per reperire materiale atto alla costruzione della Fortezza medicea (1561-1567). Della cortina muraria non rimasero che pochi metri, sbassati, che segnavano il perimetro della piazza, dividendola dall'area destinata al galoppatoio che vi era stato allestito dalla Compagnia dei cento uomini d'arme nel 1590.
Nel corso del XVIII secolo, con la trasformazione del prato della Cavallerizza (la Lizza) in giardini pubblici, anche questo luogo divenne «ad uso e delizia e per commodo d'un ameno passeggio in vantaggio del pubblico di Siena», come scriveva Bernardino Fantastici. L'area fu risistemata in quanto accesso privilegiato ai giardini, e descritta come «contornata da muricciuoli eleganti, per commodo del bel sesso, che ivi si trattiene a godere dell'aure più fresche, e soavi nei giorni di festa dei mesi estivi».
I prospetti che affacciavano sulla piazza, che costituivano il retro degli edifici di via dei Montanini, vennero abbelliti in seguito alla nuova sistemazione della Lizza, con le facciate decorate e la realizzazione di balconi. Questi palazzi, come ricorda Girolamo Macchi, appartenevano in quel secolo alle famiglie Bulgarini, Francesconi, De Vecchi, Ragnoni e Rustici.
All'inizio del XX secolo, la piazza fu intitolata al patriota irredentista Nazario Sauro. Per alcuni anni durante la seconda guerra mondiale prese il nome di "piazza Costanzo Ciano", per poi essere dedicata ad Antonio Gramsci nel dopoguerra. Presso la piazza è stato poi realizzato il terminal degli autobus del centro di Siena, che ha reso questo luogo uno dei più frequentati della città.

## Descrizione
La piazza è posta all'estremità nord-occidentale del centro storico, adiacente all'area della Lizza, dove sono situati i giardini pubblici. Vi si accede da piazza Matteotti attraverso la via dei Malavolti, e da via dei Montanini tramite la via del Cavallerizzo, che conserva nel nome l'indicazione dell'accesso all'ex campo di equitazione mediceo.
Si presenta organizzata su due livelli: l'area pedonale più prossima al tessuto medievale cittadino, e la sezione adibita a terminal degli autobus che si apre sul viale Federigo Tozzi, che la delimita a ovest. Di fronte alla piazza, su viale Tozzi, si affaccia il palazzo dell'Istituto nazionale della previdenza sociale (INPS). In angolo con via del Cavallerizzo, si trova il palazzo Francesconi-Mocenni, commissionato da Bernardino Francesconi (1482-1557) a Baldassarre Peruzzi nella prima metà del XVI secolo.